# James Brown

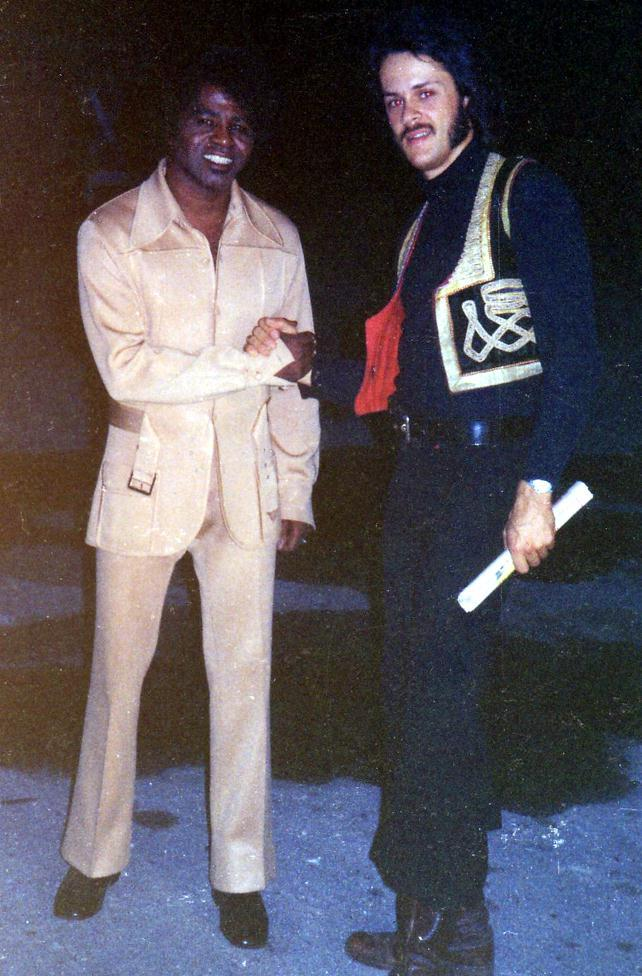
Brown con DJ Lars Jacob después de concierto en Tampa, 1972.

James Joseph Brown (Barnwell, Carolina del Sur, 3 de mayo de 1933-Atlanta, Georgia; 25 de diciembre de 2006) fue un cantante de soul y funk estadounidense. Progenitor de la música funk y una figura importante de la música y la danza del siglo XX, a menudo se le refiere por los apodos honoríficos Padrino del Soul, Sr. Dinamita y Hermano Soul n.º 1.
La revista estadounidense Rolling Stone lo posicionó en el puesto 7 de su listado de Los 100 Grandes Artistas de todos los tiempos.

## Biografía
Nació el 3 de mayo de 1933 en una granja en Barnwell, Carolina del Sur, en el seno de una familia muy pobre. Esto lo obligó a desempeñar todo tipo de trabajos. Abandonado por su madre, Brown creció con su padre, un trabajador itinerante, hasta que terminó en Augusta (Georgia), donde una tía regentaba una fonda que también funcionaba como timba y prostíbulo. Con apenas educación, el niño Brown procuró ganarse la vida limpiando zapatos, recogiendo algodón y robando piezas de coches. En 1949, antes de cumplir los 20 años ya había sido detenido por robar trajes de vestir desde vehículos estacionados y fue condenado por eso a cumplir entre 8 y 16 años de cárcel (según él, todavía era un menor, pero lo encerraron y lo juzgaron cuando llegó a la edad penal). Fue un buen preso y, tras 3 años y 1 día, fue puesto en libertad y estuvo más de 3 años en un reformatorio. Fue entonces cuando lo acogió la familia de Bobby Byrd, el cantante que lo lanzó al estrellato. Compartieron escenarios en el grupo The Famous Flames.

## Trayectoria musical

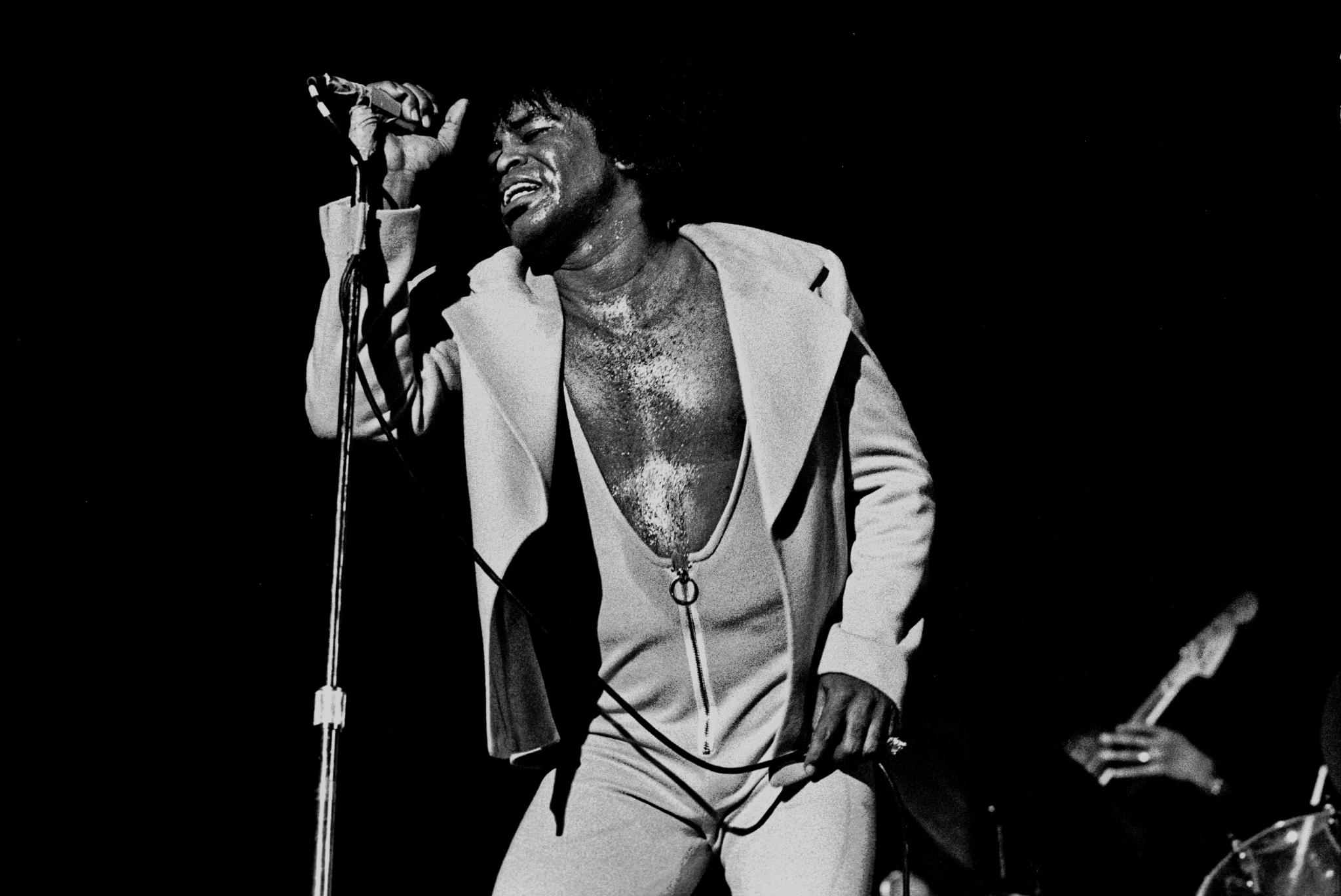
James Brown actuando en el Musikhalle de Hamburgo, en febrero de 1973.

En 1953 ingresó en el grupo de góspel The Starlighters. Con él en el grupo fueron transformándose desde el góspel al R&B, siguiendo la influencia de Louis Jordan entre otros. Tiempo después el nombre del grupo pasó a ser The Famous Flames. Ellos en 1954 reemplazaron a Little Richard en el escenario de un local en Macon (Georgia) como parte del circuito chitlin en que circulaban las bandas de R&B de distintos estados del sur del país, compartiendo sus estilos. Little Richard, quien grababa entonces en Nueva Orleans, pudo hacerles contacto con su mánager Clint Bradley y de ahí con el A&R del sello King/Federal (de Cincinnati, Ohio), Ralph Bass. En 1955 publicaron el sencillo "Please, Please, Please", el cual no fue bien visto por el gerente de King, Syd Nathan por ser repetitivo con la palabra "Please" ("por favor"). A pesar de ello, esta balada Doo wop fue un éxito que subió rápido al n.º 6 en las listas de R&B al año siguiente y vendió 1 millón de copias, lo que les aseguró el contrato con la casa King/Federal. 
Después de unos 4 años de sequía de éxitos que lo tuvo al borde del despido, en 1958 se lanza el primer número uno de James Brown, la otra balada 12/8 "Try Me". Al comenzar los 60, la avalancha de novedades como "el twist", junto con su atención a las aportaciones en el jazz que tomaba de los músicos que iba contratando, le llevó a su empeño en incorporar los nuevos ritmos y a innovar en estos, como ejemplos sus hits danzables "Night Train (1961), "Good good lovin", etc. El 24 de octubre de 1962 ofrecieron un concierto en el teatro Apollo de Nueva York, el cual el mismo James pagó de su bolsillo la grabación del show para publicarlo como uno de los primeros álbumes en vivo. Editado al año siguiente, el LP "Live at the Apollo" donde participó el baterista Clayton Fillyau, quien adelantó en temas como "I've Got Money" los contra ritmos percusivos (influenciado del estilo de los bateristas del R&B de Nueva Orleans) que serían marca distintiva de Brown.
A partir de ese momento, los éxitos comenzaron a acumularse en su carrera, con títulos como "I'll Go Crazy" donde puso toques de jazz, "Think" (un tema ideal para bailar 'Monkey' y 'Shake'), "Shout and Shimmy" y la balada "Prisoner of Love". Ya consolidado como una de las más brillantes y explosivas estrellas de la música soul, no fue sino hasta 1965 cuando con "Papa's Got a Brand New Bag" hace algo realmente original: la resaltación del ritmo sobre la melodía en una canción completa, una musculosa línea de bajo de Bernard Odum, compases en síncopa y el rasgueo de guitarra de Jimmy Nolan (exguitarrista del gran artista blanco del R&B de los 40 y 50, Johnny Otis) haciendo de puente. Si bien ese cambio tuvo su precedente en su "Out Of Sight" (1964 Smash records), todo ello se hizo notar en esta composición y también en "Cold Sweat" de 1967, donde marca el "1" en una repetición rítmica en un acorde estático, así dando a conocer masivamente el concepto completo del funk, como un género distintivo y no solo como una cualidad o manera de tocar soul.
El funk fue una verdadera bocanada de aire fresco frente a la dulzona música para gente de color de entonces (doo wop y el estilo Motown), y además de un rescate de la herencia urbana del jazz y la poliritmia de los ritmos afrocubanos como la rumba y el mambo. Pero el funk se destaca por la acentuación del golpe del primer pulso de la barra - el 'downbeat' - a diferencia del estándar en los pulsos 2 y 4 o 'upbeat'. De hecho como dice el músico de James Brown, Pee Wee Ellis, en el documental "Soul Deep", la línea de vientos de "Cold Sweat" "fue basada en una línea de un tema de cool jazz llamado "So What" de Miles Davis". También relevante fue el efecto energizante en su música de los movimientos por los derechos civiles de los años 60; como muy bien lo representó en su hit de 1968 "Say It Loud, I'm Black and I'm Proud", toda una declaración del orgullo negro que, no obstante, le valió su censura por parte de muchas estaciones radiales racistas. Tras separarse del grupo con el que se dio a conocer, The Famous Flames, por razones monetarias y de convivencia, James Brown comenzó en 1969 a actuar con una banda más joven originalmente llamada The Pacemakers, y que él mismo de ahí en adelante los rebautizaría como The J.B.'s, con quienes ahondó más en lo funky, poniendo aún más acento en el primero de 4 compases, downbeat (la fórmula funky por excelencia denominada The One) con la ayuda de los músicos Phelps y Bootsy Collins, el trombonista Fred Wesley, el saxofonista Maceo Parker y su hermano en la batería, Melvin Parker. Bootsy, Fred y Maceo se unieron posteriormente a la cofradía espacial de George Clinton conocida como P-Funk.
Con esta nueva alineación Brown siguió consiguiendo nuevos éxitos: "Sex Machine" que fue n.º 1 R&B en 1970, "The Payback", álbum certificado multiplatino en 1974, "My Thang", "Gravity", "Papa Don't Take No Mess" y "Body Heat" entre otros.  "Sex Machine" se distingue por su melodía arrítmica, la cual Brown denominó "The One".
En sus escarceos con el cine, participó en 1980 en la película "The Blues Brothers", junto a John Belushi y Dan Aykroyd, trabajando después en 1998 en la secuela del filme "Blues Brothers 2000". En ambas, representó al Reverendo Cleophus James. En 1986 graba "Living in America", el tema compuesto para la película "Rocky IV".
En 1988 fue arrestado por exceso de velocidad y por consumo de drogas, período que fue aprovechado por productores de Hip Hop para samplear trozos de su música. Fue condenado a 6 años de prisión, aunque salió de la cárcel en 1991. En 1996 falleció su esposa durante una operación de cirugía estética y en 1998 fue arrestado de nuevo por tenencia de armas y consumo de drogas, a los pocos días de haber salido de una clínica de desintoxicación.

### Violencia doméstica
A principios de los años 60 Brown mantuvo una relación con Tammi Terrell quien se separó del cantante en 1963 tras una paliza poniendo fin a continuados malos tratos.
Fue señalado por su hija Yamma Brown en su libro "Cold Sweat: My Father James Brown and Me" de golpear a su madre, la segunda esposa del cantante Deirdre Jenkin. Estuvieron casados entre 1970 y 1979 y su hija detalla cómo su padre golpeaba a su madre regularmente en la habitación de ambos y cómo le echaba la culpa de todo, maltratándola psicológicamente. 
También golpeaba a su tercer esposa, Adrienne Rodríguez, y fue arrestado en múltiples ocasiones por ello. Fue arrestado un total de 4 veces entre 1987 y 1995 por esto y finalmente se divorciaron en 1996. En el año 2001 se casó con la cantante Tomi Rae Hynie, y en enero de 2004 la tiró al suelo durante una discusión en su hogar, causándole arañazos y moretones en su brazo derecho y cintura. Más tarde, en junio del mismo año, James Brown decidió ante la justicia de su país que no iba a refutar los cargos de violencia doméstica y no pasó tiempo en la cárcel por eso. En cambio, se le exigió a Brown que perdiera un bono de $1.087 como castigo.
Jacque Hollander presentó una demanda contra Brown, por una violación a punta de pistola en 1988. Cuando el caso se presentó inicialmente ante el juez en 2002, la demanda de Hollander contra Brown fue desestimada por el tribunal por haber expirado el plazo para su presentación. Hollander afirmó que el estrés del presunto asalto la llevó a contraer la enfermedad de Graves, una enfermedad de la tiroides. Hollander afirmó que el incidente tuvo lugar en Carolina del Sur. Hollander alegó que, durante su viaje en una camioneta con Brown este se detuvo en la carretera y la agredió sexualmente mientras la amenazaba con una escopeta. En su caso contra Brown, Hollander presentó como evidencia una muestra de ADN y un resultado de polígrafo, pero la evidencia no fue considerada debido a la defensa de las limitaciones. Más tarde, Hollander intentó llevar su caso ante la Corte Suprema, pero no fue admitida.

### Últimos años
Sus últimas dos presentaciones en vivo fueron en San Francisco, el 20 de agosto de 2006 en el festival Foggfest y en el Roundhouse de Londres, el 27 de octubre de 2006. En noviembre de 2006, un mes antes de morir, Brown se presentó durante una ceremonia en Alexandra Palace, en Londres, en donde fue reconocido con su entrada al Salón de la Fama del Reino Unido, 20 años después de haber recibido un homenaje similar en los Estados Unidos. Finalmente, el domingo 24 de diciembre de 2006, Brown, el autoproclamado "hombre más trabajador del mundo del espectáculo", es internado en el Emory Crawford Long Hospital, de Atlanta, a causa de una neumonía que lo aquejaba. A pesar de los intentos de los médicos, el corazón del "Padrino del Soul" dejó de latir en la madrugada de Navidad de 2006 a la 1:45 a. m., a la edad de 73 años. Su amigo y compañero Charles Bobbit se encontraba con él en el momento de su fallecimiento. Brown mantenía en ese momento, según su esposa, una relación conyugal feliz con ella. Cuando murió, el cantante se encontraba siguiendo un tratamiento de rehabilitación: "Lo último que me dijo era que me amaba a mí y al bebé, nos veremos pronto", fueron las últimas palabras de James, según ha manifestado su viuda al Chronicle de Augusta. Su cuerpo no recibió sepultura hasta dos meses y medio de su deceso, por desavenencias entre los herederos.

## Estilo y legado

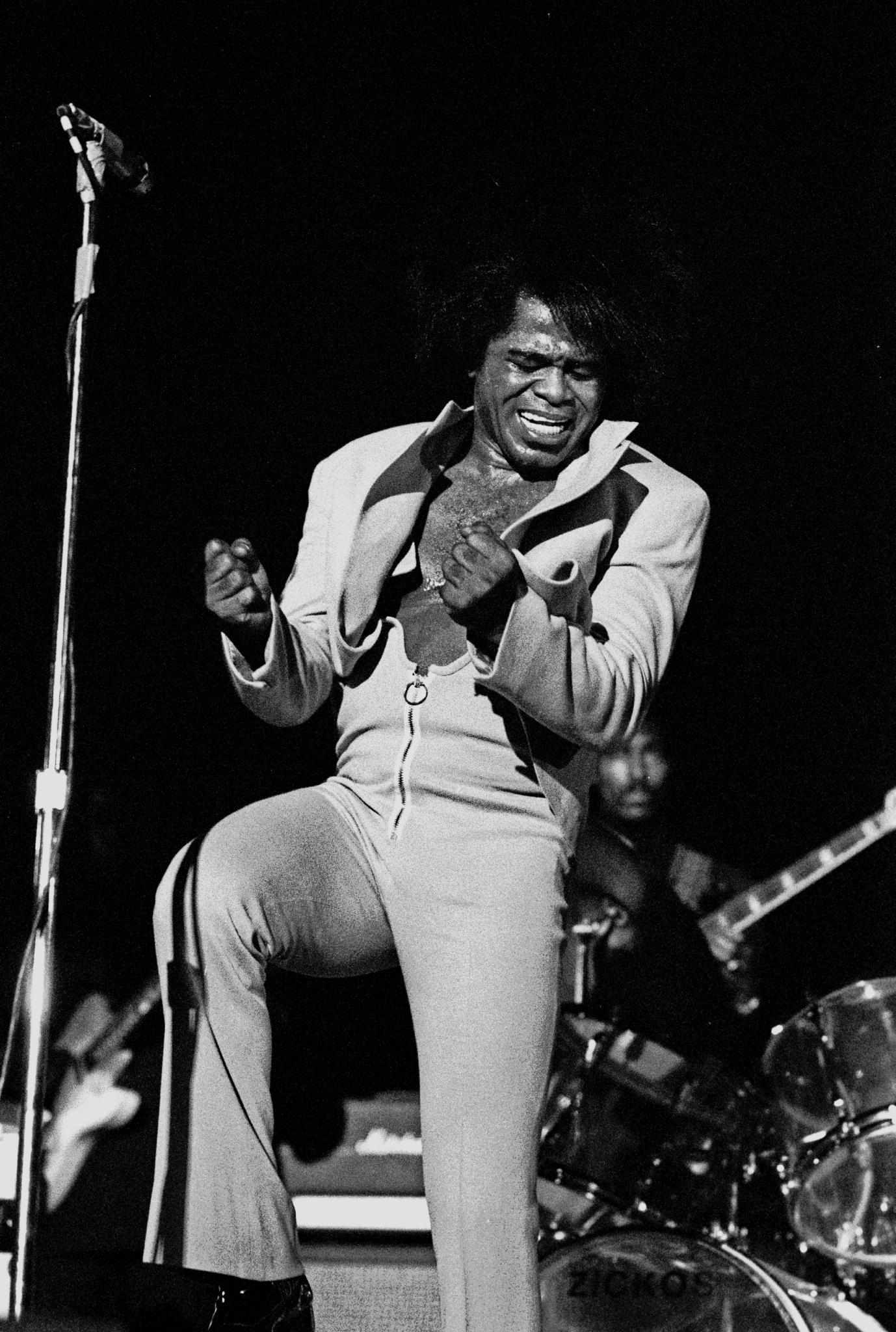
James Brown en vivo en Hamburgo, Alemania, 1973.

James Brown consiguió llevar sus modos de iglesia inspirados en el góspel al rhythm & blues, que en los años 60, ya con conciencia racial, se transformó en lo que se denominaría posteriormente como soul e inundaría el planeta. Brown desarrolló el ritmo concentrado en estado puro que se bautizó como funk y que mantendría su popularidad y atractivo hasta el presente. En los 70, el funk tuvo como hijo a la comercial música disco, el afrobeat de gente como Fela Kuti, y sirvió de base para la fundación del hip-hop: miles de temas de rap parten de grabaciones de Brown como "Funky Drummer", "Give It Up or Turn It Loose" o "Think About it", de una de sus protegidas la cantante Lyn Collins. Incluso muchos pasos de breakdance provienen directa o indirectamente de los frenéticos movimientos de baile ("The Boogaloo", "Get Down", "Slide", "Robot") a los que instaba seguir en temas como "Get on the Good Foot" de 1972.
Por llamarlo de alguna manera, el funk es una creación colectiva: todos los instrumentos se concentran en generar un cierto ritmo, a expensas de la melodía. James Brown tuvo la genialidad de implicar a instrumentistas imaginativos, muchos de los cuales siguieron productivas carreras en solitario: Alfred Pee Wee Ellis, Maceo Parker, Fred Wesley, William Bootsy Collins, pero sin la visión de un talento como James Brown, es posible que no hubieran pasado de ser nombres para coleccionistas.
El Rey del Soul buscaba el momento adecuado para grabar: muchos de sus más grandes clásicos se hicieron en la carretera, entre actuación y actuación. No podía ser de otra manera, Brown se había ganado a pulso el título de "el trabajador más duro del mundo del espectáculo" debido a la intensidad de sus actuaciones y el número de conciertos: más de 300 en sus buenos años. Le gustaba vanagloriarse de la afilada precisión de sus bandas, sometidas a disciplina férrea, rayando lo militar: multas por retrasos, descuidos indumentarios, fallos musicales; y si el culpable se resistía, podía llegar a ponerse violento.
Brown consiguió alcanzar una posición hegemónica durante la segunda mitad del siglo XX, marcado por la emergencia de la música afroamericana. Miles Davis obtuvo más respeto pero nunca logró su impacto comercial. Su influencia en la música ha sido tal que nombres como Mick Jagger, Serge Gainsbourg, David Bowie, Prince, y Michael Jackson le han reconocido como un gran inspirador en sus carreras. Una vez dijo: "Lo que me conviene es desaparecer, llamando la atención lo menos posible".

## Discografía

### Álbumes significativos
Cuatro de los álbumes de James Brown aparecieron en la lista de la revista Rolling Stone de 2003 "los 500 mejores álbumes de todos los tiempos":
- Live at the Apollo (1963) (#24)
- In the Jungle Groove (1986) (#330)
- Star Time (1991) (#79)
- 20 All-Time Greatest Hits! (1991) (#414)

Adicionalmente, el doble álbum de 1970 de Brown, Sex Machine, apareció clasificado en el puesto 96 en una encuesta de 2005 del canal británico Channel 4 que determinaba los 100 mejores discos de todos los tiempos. Otros álbumes notables incluyen significativas apariciones del grupo The J.B.'s y han servido de fuente para buena cantidad de samples para artistas musicales posteriores, como:
- Get on the Good Foot (1972)
- The Payback (1974)
- Hell (1974)

El disco de 1968 Live at the Apollo, Vol. II tuvo gran influencia en su época. Este álbum se mantiene como un ejemplo del tipo de actuación energética habitual de Brown.

### Sencillos significativos
Hasta los primeros 1970, Brown era famoso solo por su show y sus sencillos antes que por sus álbumes (con la excepción de sus LP en directo). Seis de sus sencillos aparecieron en la lista de Rolling Stone Magazine's "Las 500 mejores canciones de todos los tiempos":
- "Papa's Got a Brand New Bag" (1965) (#72)
- "I Got You (I Feel Good)" (1965) (#78)
- "It's a Man's Man's Man's World" (1966) (#123)
- "Please, Please, Please" (1956) (#142)
- "Say It Loud - I'm Black and I'm Proud" (1968) (#305)
- "Get Up (I Feel Like Being A) Sex Machine" (1970) (#326)